# Angolesos a Namíbia
Els angolesos a Namíbia són la comunitat de pobles d'Angola que resideixen a Namíbia.

## Història
Com que Angola i Namíbia són veïns, històricament hi ha hagut una gran quantitat de moviments transfronterers entre ambdós països. Antigament hi havia un gran nombre d'immigrants procedents del sud-est d'Angola a Mangarangandja i Sarasungu, a l'est de Rundu al llarg del riu Okavango; tanmateix, foren reubicats a Kaisosi i Kehemu en la dècada del 1970. Aquests primers immigrants tendeixen a identificar-se com a "Nyemba". Molts d'aquests primers immigrants eren d'ètnia ovambo, un grup ètnic que es troba a ambdues bandes de la frontera entre Angola i Namíbia.
En 1989, quan Namíbia es preparava per a formar un nou govern independent i els exiliats namibis a Angola retornaven a casa seva, centenars d'angolesos, inclosos lusoangolesos d'ascendència europea, van venir amb ells, fugint dels combats acarnissats de la Guerra Civil angolesa. El nombre de refugiats angolesos va créixer de 2.069 en 1996 a 7.612 en 1999. Aproximadament uns 2,300 d'ells vivien a Kahenge a l'àrea fronterera., uns 5.000 a Osire vora Otjiwarongo al centre de Namíbia. Els esforços d'aquest any per part del govern de Namíbia de traslladar els refugiats que arribaven de la zona fronterera als camps d'Osire no van ser ben rebuts; Els nouvinguts preferien romandre en zones on tenien vincles familiars i ètnics, malgrat el perill d'atac d'Angola i les pobres instal·lacions al camp de Kahenge. En 2001, estadístiques de l'Alt Comissionat de les Nacions Unides per als Refugiats (ACNUR) mostrava 30.881 refugiats angolesos al país. Entre gener i juliol de 2004, 7.035 angolesos que s'havien aixoplugat a Namíbia durant la Guerra Civil angolesa retornaren a Angola; l'ACNUR va intentar repatriar un total de 14,000 aquell any. En 2005 el nombre de refugiats angolesos que romanien al país havia caigut a 4.666 persones.
Tot i que fins i tot durant el període de conflicte la frontera va romandre bastant permeable, el retorn de la pau va augmentar els passos fronterers. Entre 1999 i 2003 el nombre de ciutadans estrangers que arribaven d'Angola al lloc fronterer d'Oshikango gairebé es va duplicar de 143.992 a 267.504. El flux dels angolesos a Namíbia és molt més gran que el flux invertit dels namibis cap a Angola. La majoria travessa la frontera per negocis o visita familiars en viatges de curta durada; Només un 9% d'aquests visitants romanen a Namíbia durant més de sis mesos. Alguns joves treballadors migrants també travessen la frontera entre Angola i Namíbia per a treballs temporals o estacionals, especialment a les granges de Namíbia.